# Xylogramma
Xylogramma is een geslacht van schimmels in de orde helotiales. De typesoort is Xylogramma sticticum.

## Soorten
Volgens Index Fungorum telt het geslacht vijftien soorten (peildatum oktober 2023):
| Soortnaam             | Auteur(s)                            | Publicatiejaar |
| --------------------- | ------------------------------------ | -------------- |
| Xylogramma aspidii    | Velen.                               | 1934           |
| Xylogramma bulgaricum | Petr.                                | 1929           |
| Xylogramma castagnei  | Mont.                                | 1835           |
| Xylogramma caulincola | (Fuckel) Rehm                        | 1888           |
| Xylogramma graminis   | G.F. Atk.                            | 1897           |
| Xylogramma lineare    | (Cooke & Ellis) Sacc.                | 1889           |
| Xylogramma longum     | (Pers.) Rehm                         | 1888           |
| Xylogramma mauriatrum | (Cooke & Ellis) Kutorga & D. Hawksw. | 1997           |
| Xylogramma nigerrimum | (Ellis & Everh.) Rehm                | 1907           |
| Xylogramma pallidum   | Syd.                                 | 1936           |
| Xylogramma pulverosum | Bacc.                                | 1916           |
| Xylogramma stellatum  | Velen.                               | 1934           |
| Xylogramma sticticum  | (Fr.) Wallr.                         | 1833           |
| Xylogramma taxi       | (Pers.) Wallr.                       | 1833           |
| Xylogramma versicolor | Wallr.                               | 1833           |